# Gourdon (Alpes-Maritimes)
Pour les articles homonymes, voir Gourdon.
Gourdon est une commune française située dans le département des Alpes-Maritimes en région Provence-Alpes-Côte d'Azur. Ses habitants sont appelés les Gourdonnais.

## Géographie

### Localisation
Le village de Gourdon est perché sur un pic vertigineux de 760 m et surplombe la vallée du Loup. Cet emplacement lui a valu le surnom de « Nid d'Aigle ». Il fait partie des 159 plus beaux villages de France et possède deux fleurs au Concours des villes et villages fleuris.

Site de Gourdon.
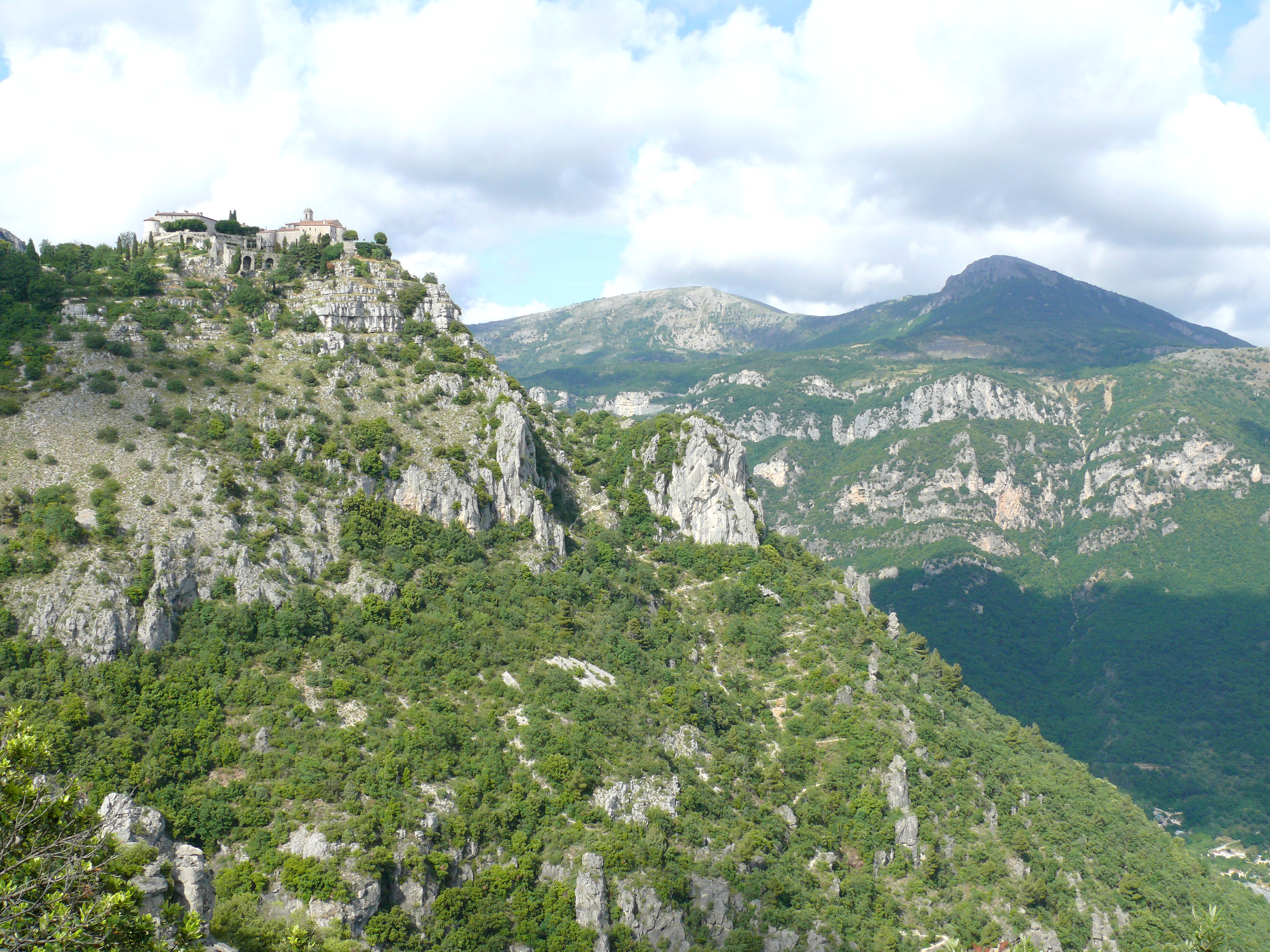
Vue du site de Gourdon.
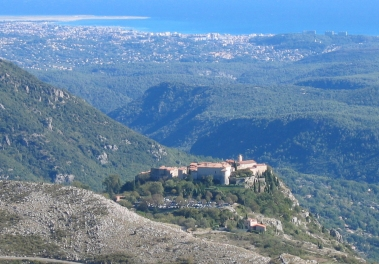
Vue de Gourdon.
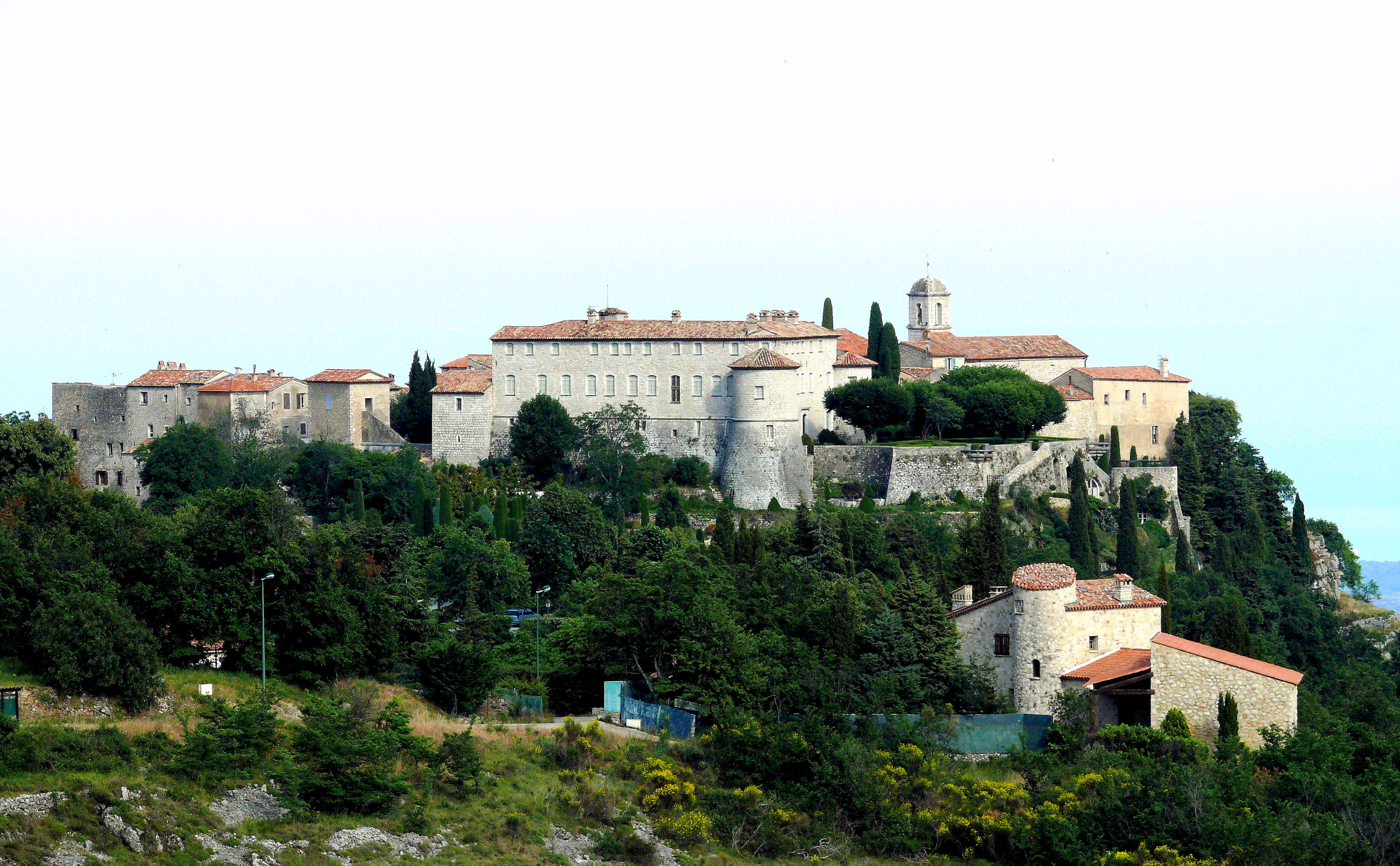
Gourdon, côté nord, vu de la route de Caussols.
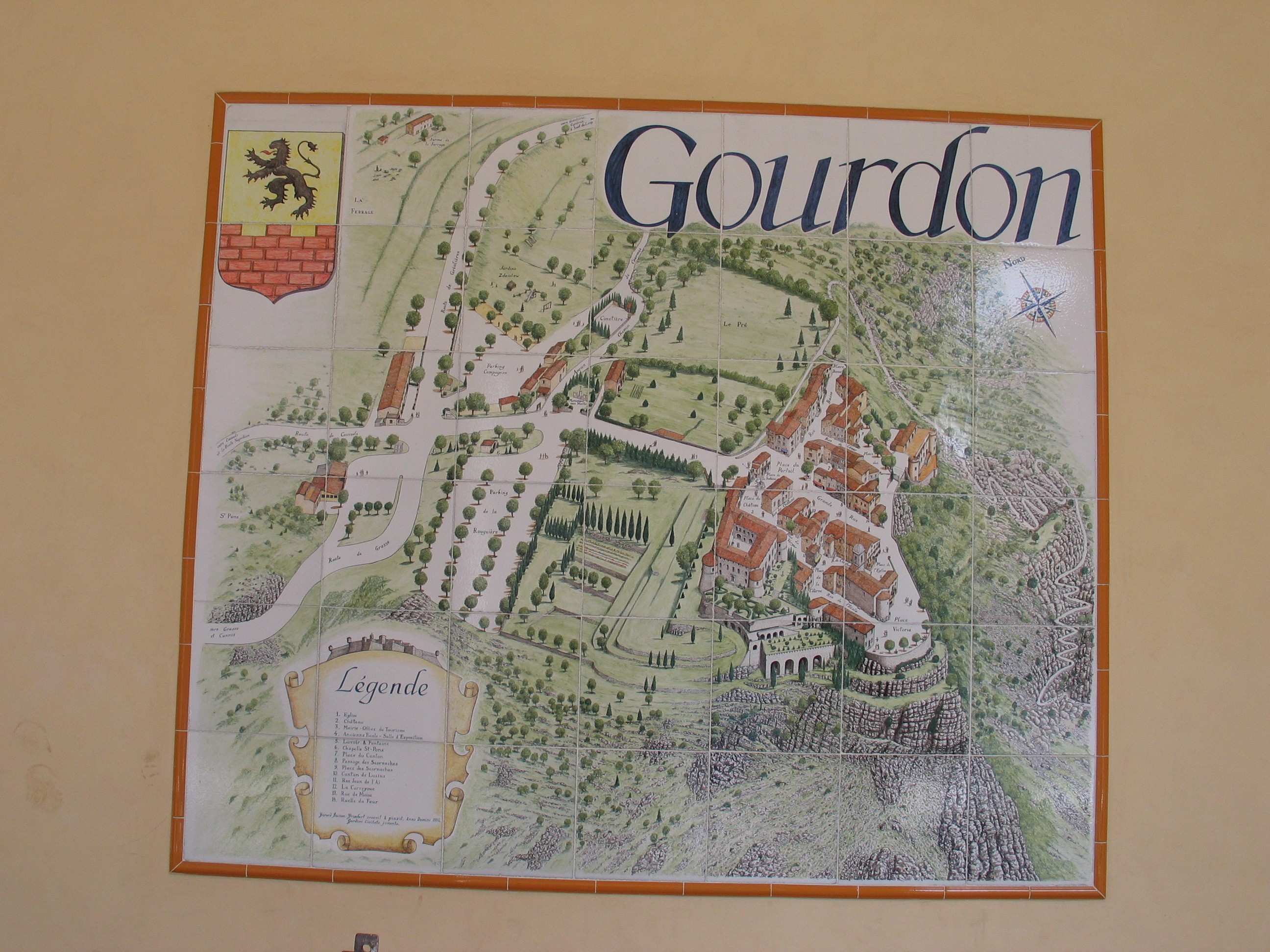
Plan de Gourdon.
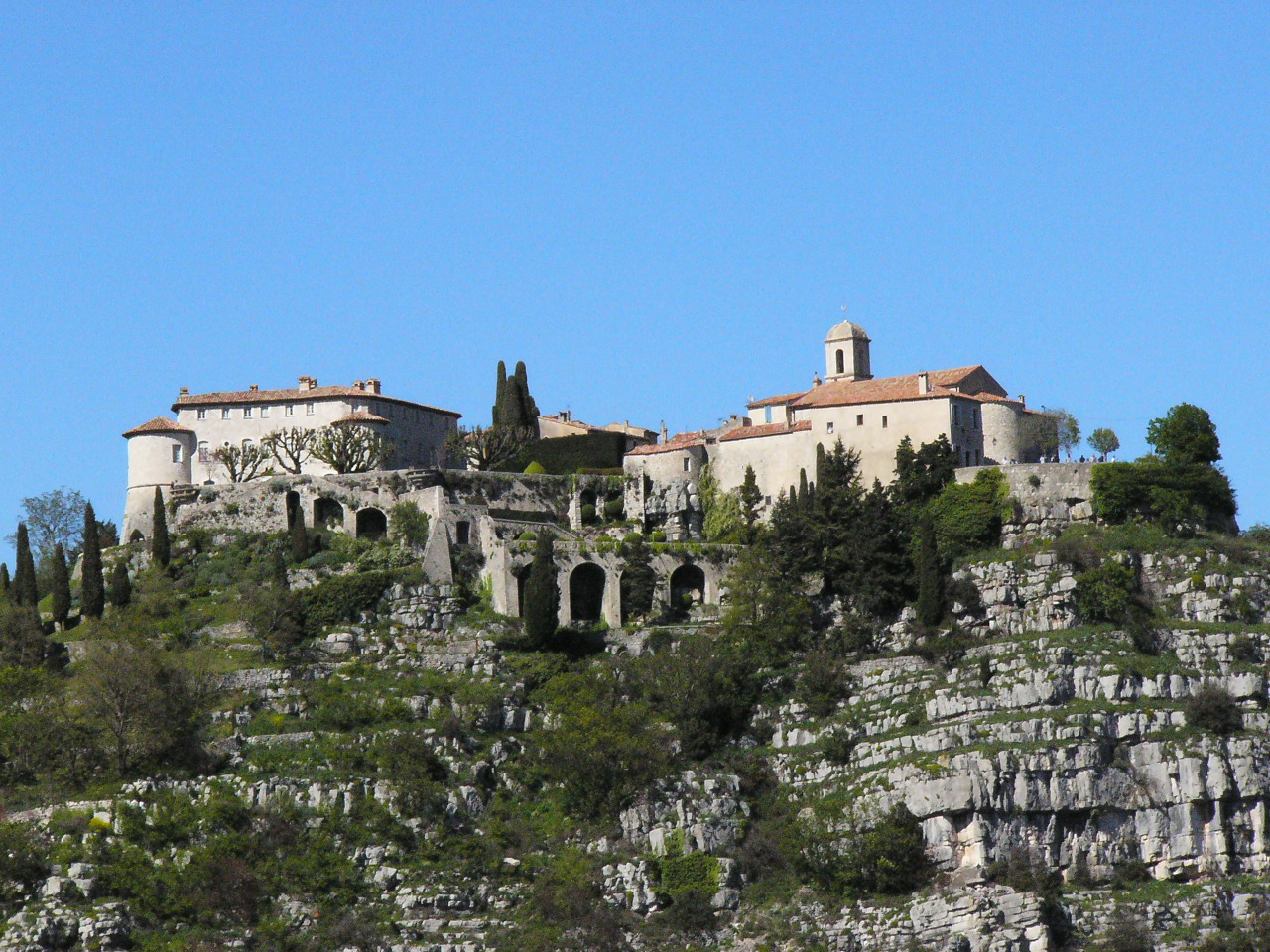
Vue du village de Gourdon en Mai 2004.
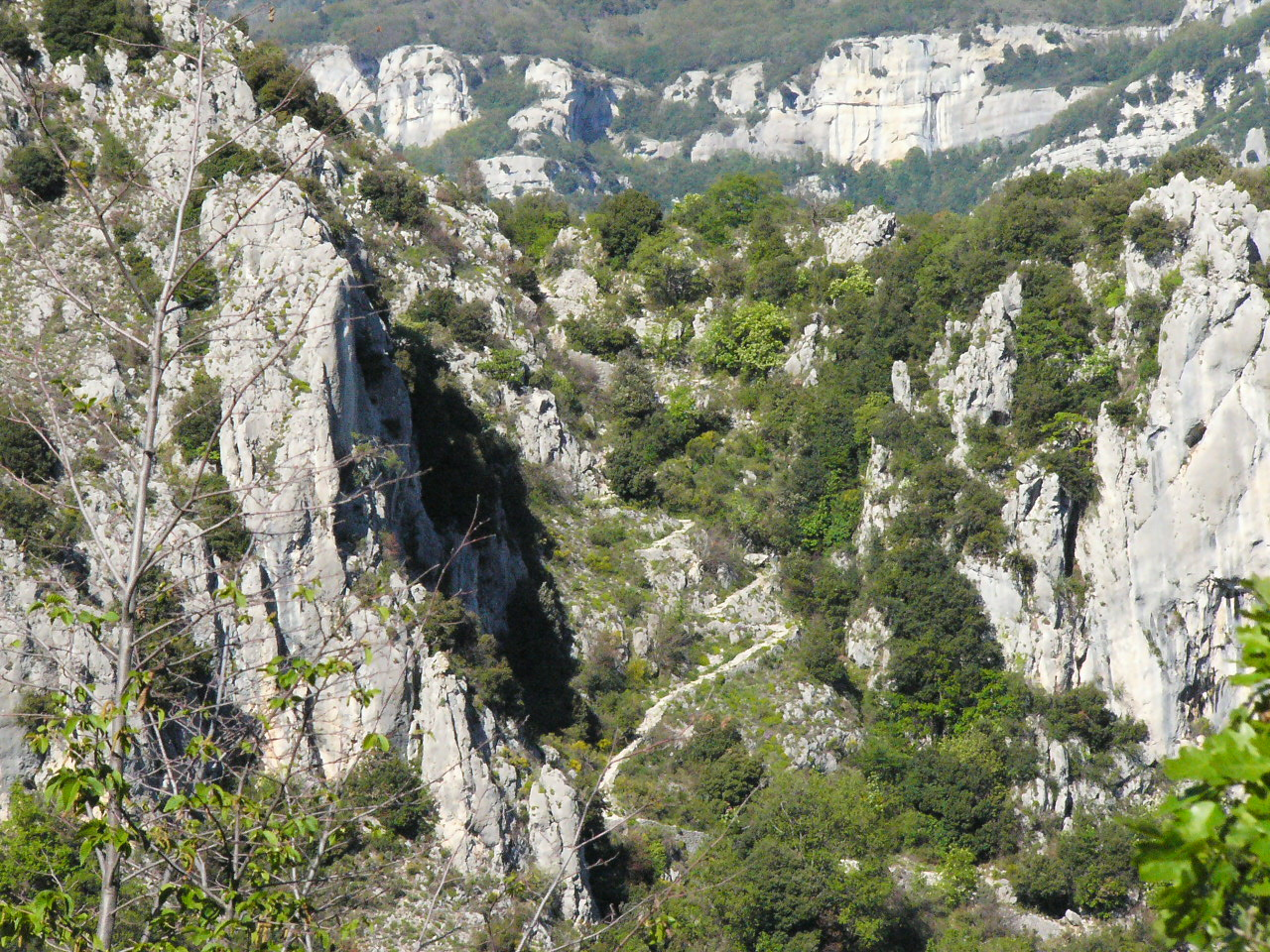
Gorges du Loup.

### Géologie et relief
Commune membre du Parc naturel régional des Préalpes d'Azur.
Village surplombant la vallée du Loup et les Gorges du Loup.

### Sismicité
Commune située dans une zone de sismicité moyenne.

### Hydrographie et les eaux souterraines
Cours d'eau traversant la commune :
- Loup (fleuve),
- Ruisseau des Escures.

### Climat
Pour des articles plus généraux, voir Climat de Provence-Alpes-Côte d'Azur et Climat des Alpes-Maritimes.
En 2010, le climat de la commune est de type climat méditerranéen franc, selon une étude du Centre national de la recherche scientifique s'appuyant sur une série de données couvrant la période 1971-2000. En 2020, Météo-France publie une typologie des climats de la France métropolitaine dans laquelle la commune est exposée à un climat méditerranéen et est dans la région climatique  Var, Alpes-Maritimes, caractérisée par une pluviométrie abondante en automne et en hiver (250 à 300 mm en automne), un très bon ensoleillement en été (fraction d’insolation > 75 %), un hiver doux (8 °C) et peu de brouillards. 
Pour la période 1971-2000, la température annuelle moyenne est de 14,3 °C, avec une amplitude thermique annuelle de 15,4 °C. Le cumul annuel moyen de précipitations est de 1 149 mm, avec 6,1 jours de précipitations en janvier et 2,9 jours en juillet. Pour la période 1991-2020, la température moyenne annuelle observée sur la station météorologique de Météo-France la plus proche, « Caussols », sur la commune de Caussols à 7 km à vol d'oiseau, est de 9,7 °C et le cumul annuel moyen de précipitations est de 1 271,5 mm. 
La température maximale relevée sur cette station est de 32,4 °C, atteinte le 28 juin 2019 ; la température minimale est de −11,7 °C, atteinte le 27 février 2018,,. 
Les paramètres climatiques de la commune ont été estimés pour le milieu du siècle (2041-2070) selon différents scénarios d'émission de gaz à effet de serre à partir des nouvelles projections climatiques de référence DRIAS-2020. Ils sont consultables sur un site dédié publié par Météo-France en novembre 2022.

### Voies de communications et transports

#### Voies routières
- Route départementale 6 depuis Le Bar-sur-Loup, et D3 depuis Châteauneuf-Grasse.

#### Transports en commun
- Transport en Provence-Alpes-Côte d'Azur
  - Réseau Envibus des transports publics de la Communauté d'Agglomération Sophia Antipolis[12].

## Intercommunalité
Commune membre de la Communauté d'agglomération de Sophia Antipolis.

## Urbanisme
Plan local d'urbanisme et PLUi.

### Typologie
Au 1er janvier 2024, Gourdon est catégorisée commune rurale à habitat dispersé, selon la nouvelle grille communale de densité à 7 niveaux définie par l'Insee en 2022.
Elle appartient à l'unité urbaine de Nice, une agglomération intra-départementale dont elle est une commune de la banlieue,. La commune est en outre hors attraction des villes,.

### Occupation des sols
L'occupation des sols de la commune, telle qu'elle ressort de la base de données européenne d’occupation biophysique des sols Corine Land Cover (CLC), est marquée par l'importance des forêts et milieux semi-naturels (93,5 % en 2018), en diminution par rapport à 1990 (97,7 %). La répartition détaillée en 2018 est la suivante : 
milieux à végétation arbustive et/ou herbacée (60,3 %), forêts (27,5 %), espaces ouverts, sans ou avec peu de végétation (5,7 %), zones agricoles hétérogènes (2,7 %), mines, décharges et chantiers (1,5 %), prairies (1,4 %), zones urbanisées (0,9 %).
L'évolution de l’occupation des sols de la commune et de ses infrastructures peut être observée sur les différentes représentations cartographiques du territoire : la carte de Cassini (XVIIIe siècle), la carte d'état-major (1820-1866) et les cartes ou photos aériennes de l'IGN pour la période actuelle (1950 à aujourd'hui).

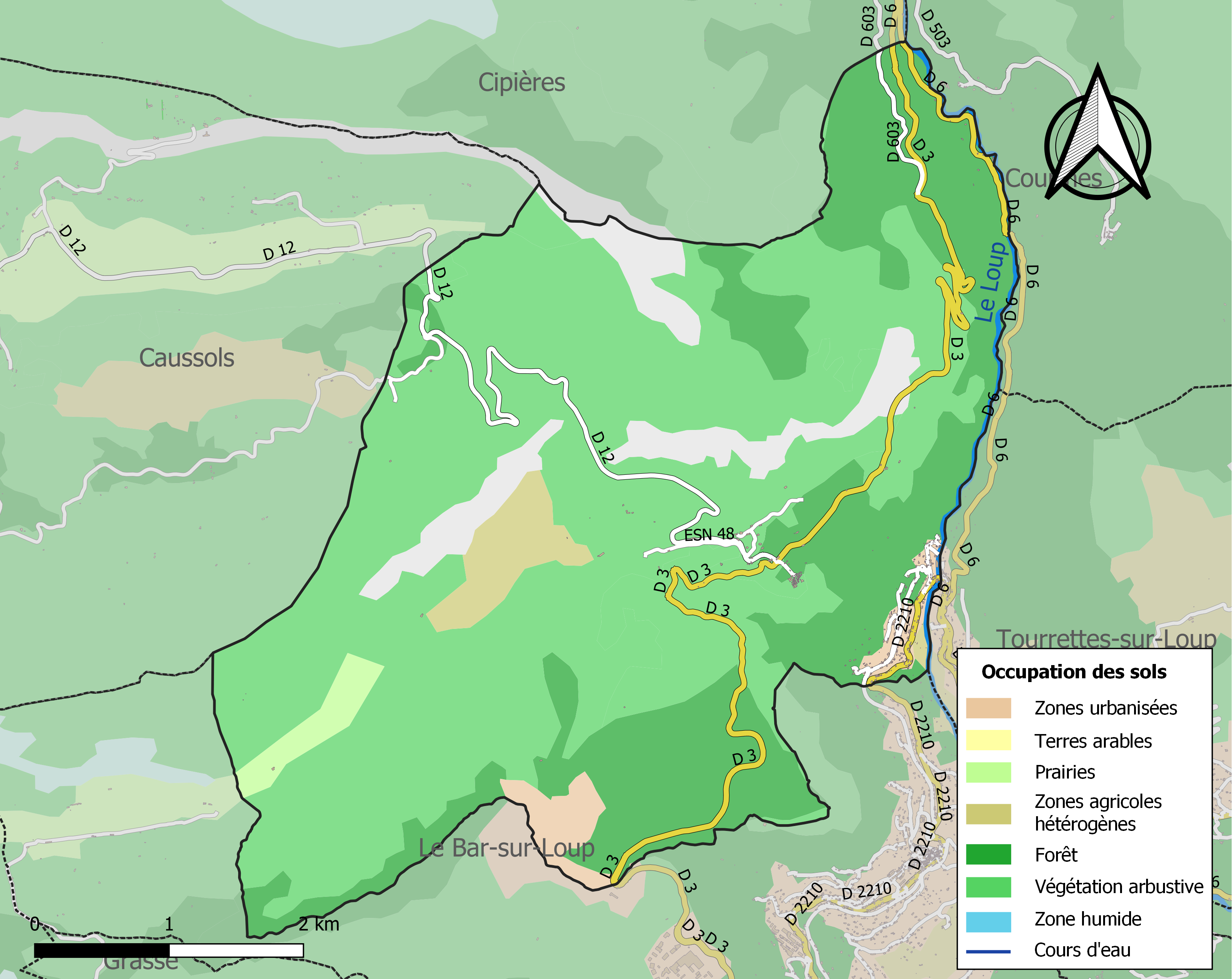
Carte de l'occupation des sols de la commune en 2018 (CLC).

## Toponymie
Beaucoup de gens pensent que Gourdon, anciennement écrit Gordon, vient du celtique, "gor" signifiant grand et "dun" ou "duno" colline ou forteresse. Cette toponymie se retrouve ailleurs en France, dans le nord de l'Espagne avec des variations de Gordon, Gordo, Gordoncillo, et dans les pays celtiques tels que le Pays de Galles, l'Écosse et l'Irlande.

## Histoire
Le village de Gourdon, par son positionnement stratégique, s'est avéré, depuis des millénaires, un lieu de défense exceptionnel. De ce passé militaire, il ne reste plus que les vestiges d'un camp romain avec double enceinte et oppidum, et les imposants remparts qui protègent le côté nord de la place. La porte romane qui garantissait l'accès au village a été détruite au début du XXe siècle. Le château médiéval est ouvert aux visiteurs depuis 1950.
Certains historiens pensent que l'emplacement actuel du village n'était occupé que par le château. Le village aurait été situé à 2 km, près de la chapelle Saint-Vincent où il y a encore des ruines.
Le lieu est cité une première fois en 1035 sous le nom de « Gordone ». Le château reconstruit par les comtes de Provence au XIIe siècle  sur les soubassements de celui construit aux IXe et Xe siècles. Il resta leur possession jusqu'en 1235. Le comte Raimond Bérenger en fit don. Il est devenu la propriété de la maison de Grasse de Bar le 3 avril 1235.
La mort de la reine Jeanne Ire ouvre une crise de succession à la tête du comté de Provence, les villes de l’Union d'Aix (1382-1387) soutenant Charles de Duras contre Louis Ier d'Anjou. Puis, Aix se soumet en octobre 1387, ce qui précipite le ralliement des carlistes, dont le seigneur de Gourdon, Hélion de Villeneuve. Alors qu’il soutenait Charles de Duras depuis plusieurs années, il rejoint avec ses deux frères seigneurs de Barrême et Roquebrune le camp angevin et obtient un « chapitre de paix » de Marie de Châtillon le 2 janvier 1388 et prête hommage à Louis II d'Anjou, âgé de dix ans. La seigneurie passa en 1389, par mariage, aux Villeneuve-Flayosc.
En 1469, Louis de Villeneuve reçoit l'hommage des habitants du village. En 1495, le roi Charles VII confirme les privilèges de la seigneurie. Par mariage le château passa à la famille de Borriglione d'Aspremont en 1550.
Pendant les guerres de religion, en 1584, Henri-Charles de Grasse, seigneur de Canaux, résista aux Ligueurs.
En 1598, les Aspremont vendirent la seigneurie au Grassois Louis Lombard pour 12 000 écus. Louis de Lombard fit alors démolir l'ancien château et entreprit sa reconstruction en 1610. La chapelle castrale devient à cette date l'église paroissiale. Un second étage est ajouté au château en 1653. Le seigneur de Gourdon se maria avec Gabrielle de Grimaldi en 1654.
Pendant la Révolution, le châtelain, Jean-Paul 1er de Lombard, ayant des idées libérales, n'émigre pas. Le château n'est pas dévasté, seules les tours sont réduites d'un étage et le donjon est abattu.
En 1815, les troupes autrichiennes endommagent le château.
Entre 1809 et 1820, Jean-Paul II de Lombard est le maire de Gourdon. À sa mort, en 1820, un lointain neveu, le marquis de Villeneuve-Bargemon, hérita du château. Il le laissa à l'abandon.
La reine Victoria a rendu visite à Gourdon le 19 avril 1891. Elle a laissé son nom à la place d'où on a une vue panoramique sur le littoral, près de l'église.
Un éboulement rocheux s'est produit le 22 novembre 1907 pendant la construction de la route des gorges du Loup tuant 17 personnes. Jusqu'à la fin de la construction de la route, tous les transports devaient se faire à dos de bêtes sur les deux chemins muletiers qui conduisaient au village.
Le matin du 28 avril 1909, au cours d'un voyage présidentiel de quatre jours dans les Alpes-Maritimes et le Var, le président de la République Armand Fallières, accompagné entre autres, de Georges Clemenceau, alors président du Conseil, se rendent au village et visitent le château.
Le château est acheté en 1918 par une Américaine, Miss Norris, qui s'est attachée à le reconstituer dans son état d'origine.
Les troupes allemandes se retranchèrent dans Gourdon le 19 août mais le village est libéré presque sans combat le 21. Le 24 août 1944, les Allemands font sauter le viaduc des Chemins de fer de Provence à Pont-du-Loup.

## Politique et administration

### Liste des maires
| Période   | Période  | Identité      | Étiquette         | Qualité    |
| --------- | -------- | ------------- | ----------------- | ---------- |
| 1947      |          | Henri Barbot  |                   |            |
| 1968      | 1995     | Jean Chiroleu |                   |            |
| mars 1995 | En cours | Eric Mele     | DVD puis Horizons | Commerçant |

### Budget et fiscalité 2019

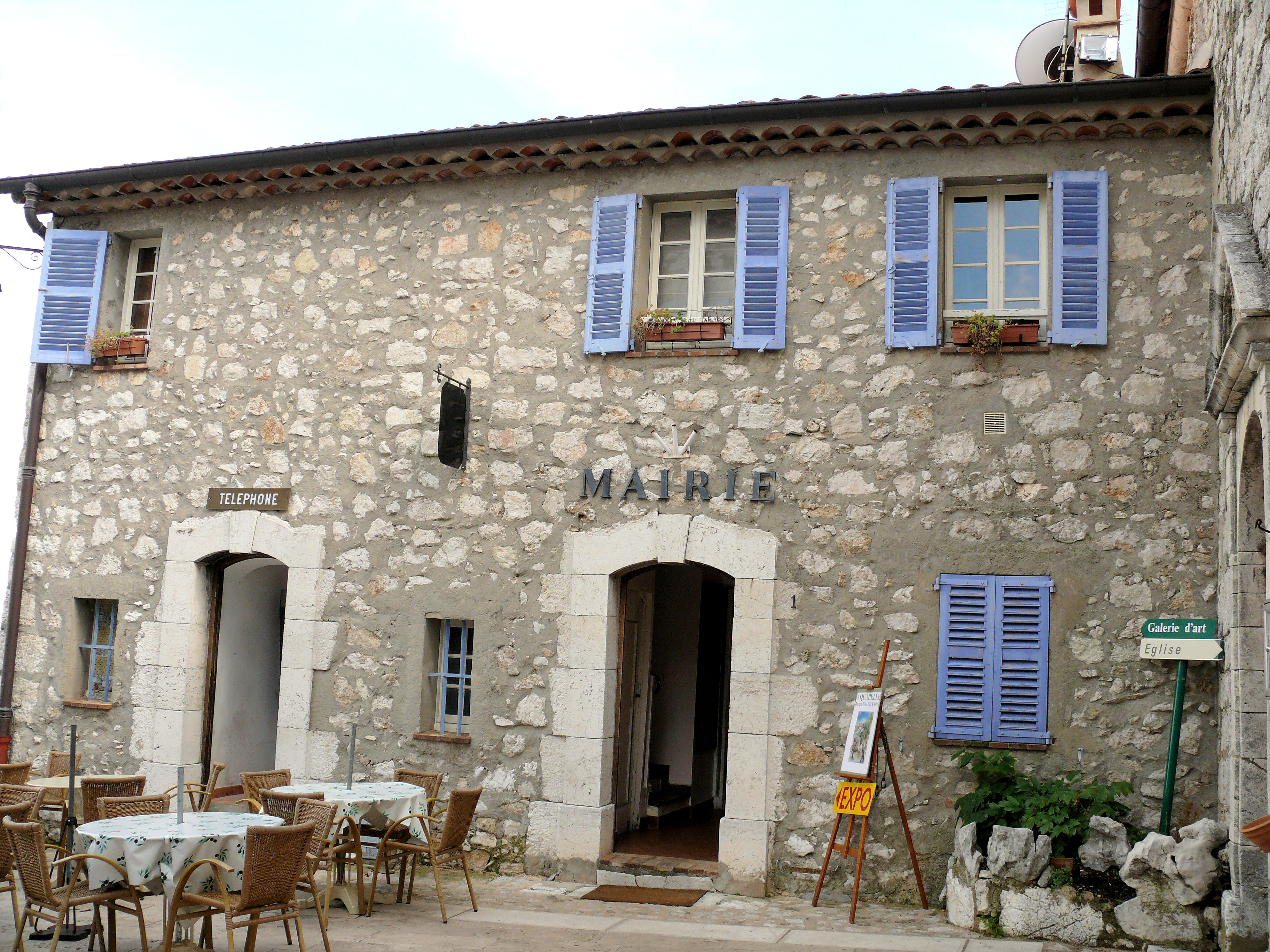
La mairie.

En 2019, le budget de la commune était constitué ainsi :
- total des produits de fonctionnement : 1 673 000 €, soit 4 215 € par habitant ;
- total des charges de fonctionnement : 1 551 000 €, soit 3 907 € par habitant ;
- total des ressources d'investissement : 536 000 €, soit 1 350 € par habitant ;
- total des emplois d'investissement : 1 620 000 €, soit 409 € par habitant ;
- endettement : 539 000 €, soit 1 356 € par habitant.

Avec les taux de fiscalité suivants :
- taxe d'habitation : 8,84 % ;
- taxe foncière sur les propriétés bâties : 5,53 % ;
- taxe foncière sur les propriétés non bâties : 23,76 % ;
- taxe additionnelle à la taxe foncière sur les propriétés non bâties : 0,00 % ;
- cotisation foncière des entreprises : 0,00 %.

Chiffres clés Revenus et pauvreté des ménages en 2017 : médiane en 2017 du revenu disponible, par unité de consommation : 22 040 €.

### Politique de développement durable
La commune a engagé une politique de développement durable en lançant une démarche d'Agenda 21.

## Population et société

### Démographie

#### Pyramide des âges
L'évolution du nombre d'habitants est connue à travers les recensements de la population effectués dans la commune depuis 1793. Pour les communes de moins de 10 000 habitants, une enquête de recensement portant sur toute la population est réalisée tous les cinq ans, les populations de référence des années intermédiaires étant quant à elles estimées par interpolation ou extrapolation. Pour la commune, le premier recensement exhaustif entrant dans le cadre du nouveau dispositif a été réalisé en 2006.

En 2022, la commune comptait 365 habitants, en évolution de −5,68 % par rapport à 2016 (Alpes-Maritimes : +2,85 %, France hors Mayotte : +2,11 %).
| 1793 | 1800 | 1806 | 1821 | 1831 | 1836 | 1841 | 1846 | 1851 |
| ---- | ---- | ---- | ---- | ---- | ---- | ---- | ---- | ---- |
| 280  | 231  | 223  | 254  | 264  | 250  | 244  | 228  | 231  |

| 1856 | 1861 | 1866 | 1872 | 1876 | 1881 | 1886 | 1891 | 1896 |
| ---- | ---- | ---- | ---- | ---- | ---- | ---- | ---- | ---- |
| 218  | 230  | 222  | 200  | 200  | 168  | 187  | 295  | 212  |

| 1901 | 1906 | 1911 | 1921 | 1926 | 1931 | 1936 | 1946 | 1954 |
| ---- | ---- | ---- | ---- | ---- | ---- | ---- | ---- | ---- |
| 268  | 214  | 206  | 205  | 196  | 201  | 205  | 186  | 209  |

| 1962 | 1968 | 1975 | 1982 | 1990 | 1999 | 2006 | 2011 | 2016 |
| ---- | ---- | ---- | ---- | ---- | ---- | ---- | ---- | ---- |
| 216  | 242  | 254  | 231  | 294  | 379  | 437  | 413  | 387  |

| 2021 | 2022 | - | - | - | - | - | - | - |
| ---- | ---- | - | - | - | - | - | - | - |
| 368  | 365  | - | - | - | - | - | - | - |

### Enseignement
Établissements d'enseignements :
- École maternelle à Le Bar-sur-Loup,
- École primaire[34],
- Collèges à Grasse, Le Rouret,
- Lycées à Grasse.

### Santé
Professionnels et établissements de santé :
- Médecins au Rouret, Opio, Grasse,
- Pharmacies au Rouret, Grasse,
- Hôpitaux au Rouret, Grasse.

### Cultes
- Culte catholique, Paroisse Saint-Antoine-de-Padoue[36], Diocèse de Nice.

## Économie

### Entreprises et commerces

#### Agriculture
- Les Collines d'Aliénor[37].
- La Source Parfumée[38].

#### Tourisme
Le village fait partie de l’association Les Plus Beaux Villages de France.
- Restaurants[40].
- Gîtes ruraux, chambres d'hôtes[41].

#### Commerces
- Ses commerces artisanaux et traditionnels[42].
- Commerces et servics de proximité[43].
- Verrerie d'art, verrerie soufflée[44].
- Distillerie[45].

## Culture locale et patrimoine

### Lieux et monuments

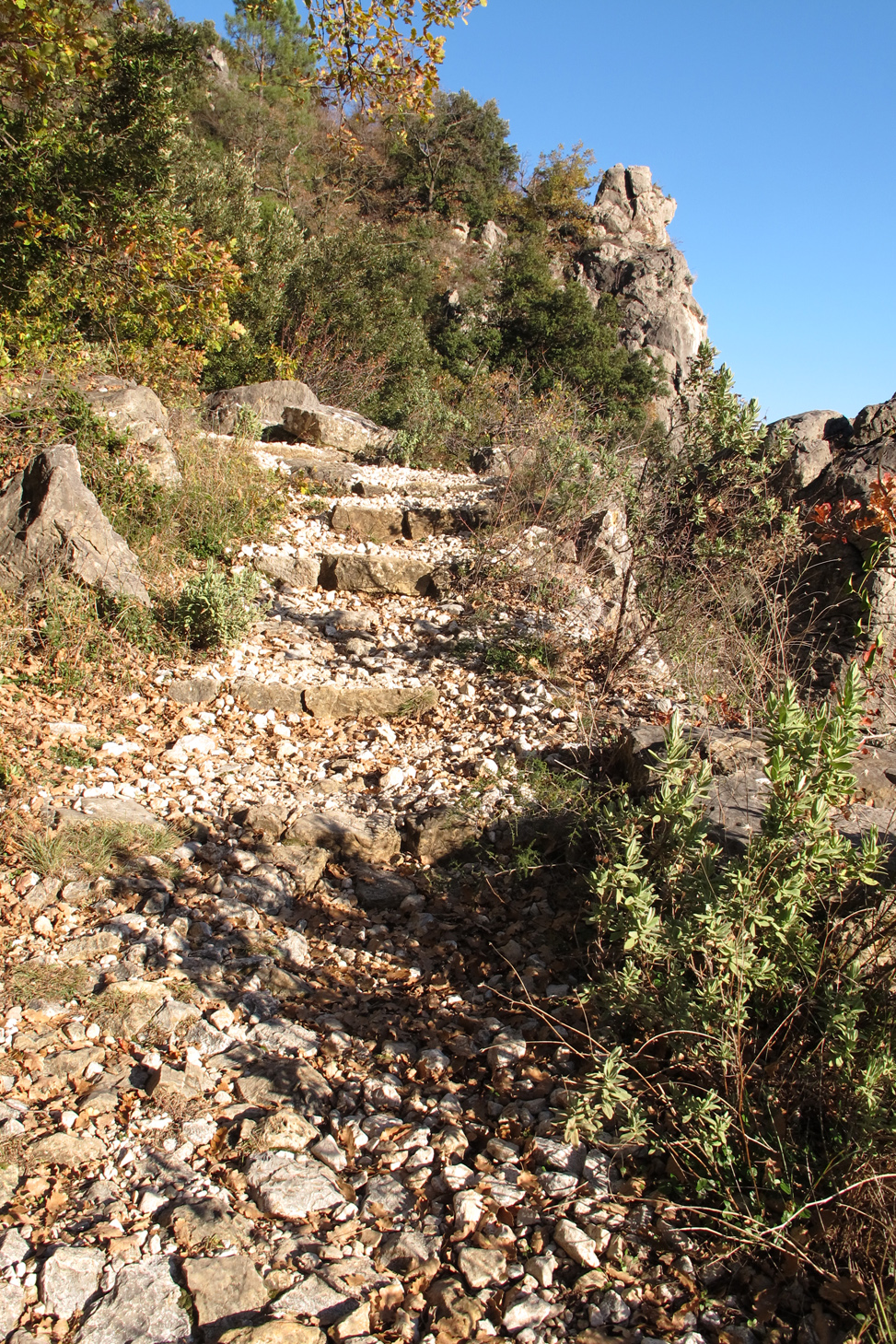
Le chemin du Paradis.

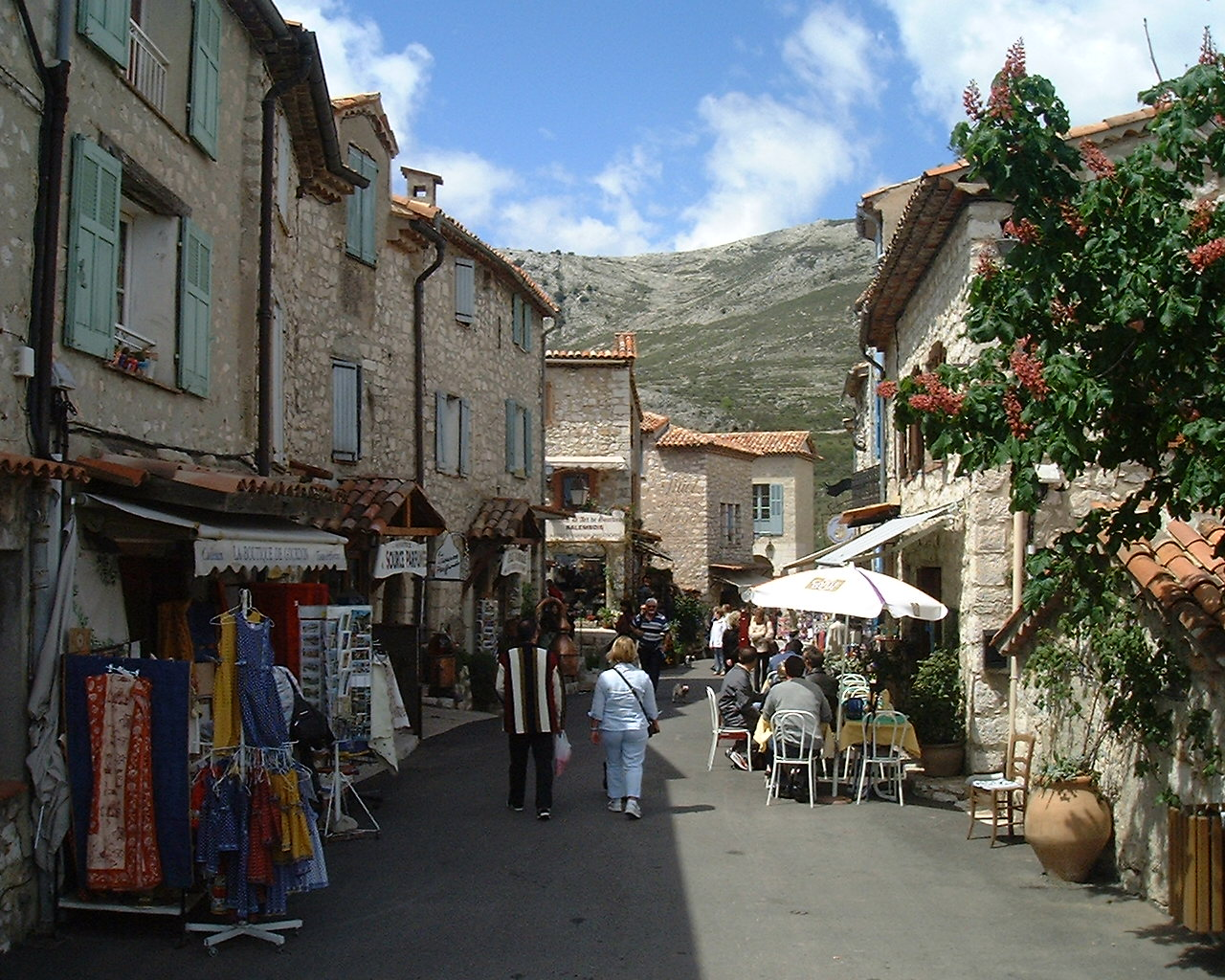
Ruelle commerçante du village.

- Bas Montet oriental[46] et Haut Montet[47].
- Le site troglodyte[48].
- Le château de Gourdon, un château féodal du IXe siècle qui comprend un musée médiéval, un musée des Arts Décoratifs et des jardins classiques dessinés par André Le Nôtre. Domaine privé, aujourd'hui ni le jardin ni le château ne sont accessibles au public.
- Son panorama exceptionnel.
- Le chemin du Paradis, ancien chemin muletier, qui monte du Bar-sur-Loup à Gourdon, sur 500 mètres de dénivelé.
- La forteresse, ancienne habitation troglodyte située sur le plateau de Cavillore dominant Gourdon[49].
- Le musée historique et de la peinture naïve[50].
- La fontaine à l'entrée du village, datant de 1852. Elle est dédiée à la mémoire de Jean-Louis Cavalier qui avait légué 20 000 francs pour la construction d'une fontaine publique par son testament du 18 juillet 1847[51].
- Lavoir de 1871[52].

Patrimoine religieux :
- L'église Notre-Dame[53], ancienne chapelle castrale romane du XIIe siècle, devenue église paroissiale en 1610. Elle n'a été consacrée que le 5 mai 1792.
- La chapelle Saint-Vincent. Elle a été construite aux XIe et XIIe siècles[54]. On trouve autour des vestiges d'habitations. Des fresques ont été peintes en 1960 par André Torre, peintre grassois[55].
- La petite chapelle Saint-Pons[56] qui a été restaurée au début du XXe siècle et bénie en 1926.
- La chapelle Saint-Ambroise[57] qui aurait fait partie d'un prieuré. Il ne reste plus que des ruines.
- Monument aux morts[58] : Conflits commémorés Guerres franco-allemande de 1914-1918 - 1939-1945.

Monuments de Gourdon.
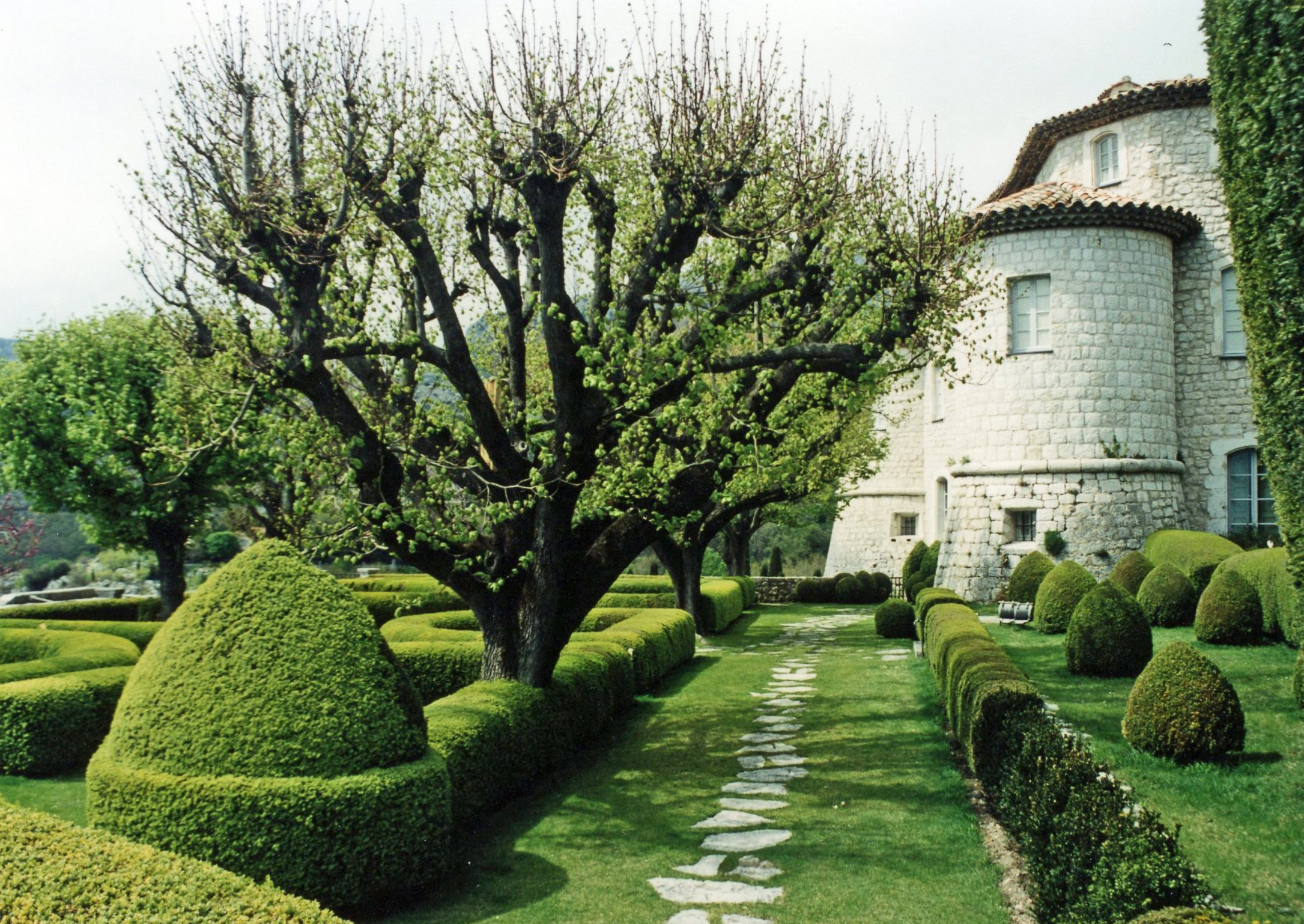
Château de Gourdon.
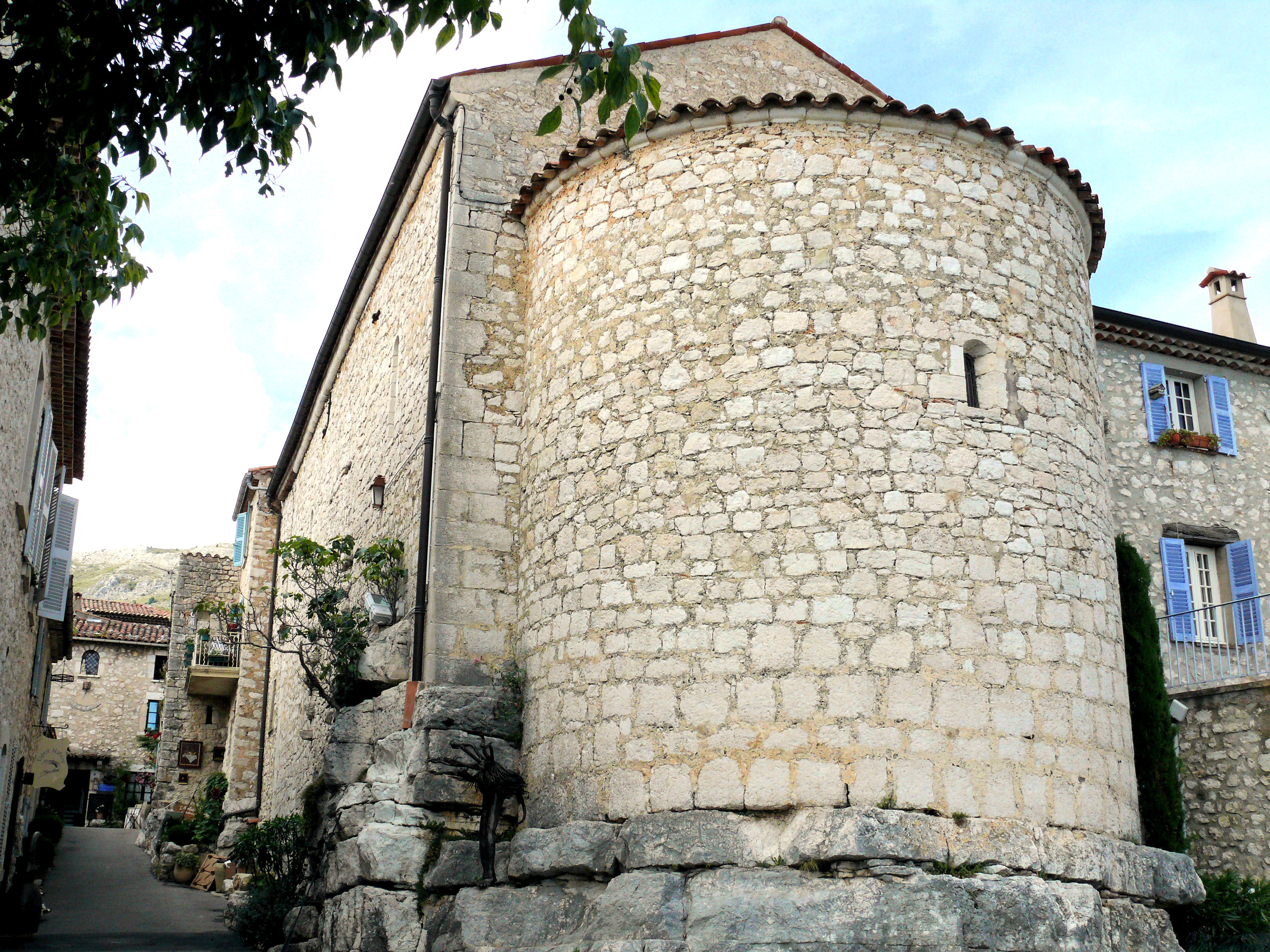
Chevet de l'église.
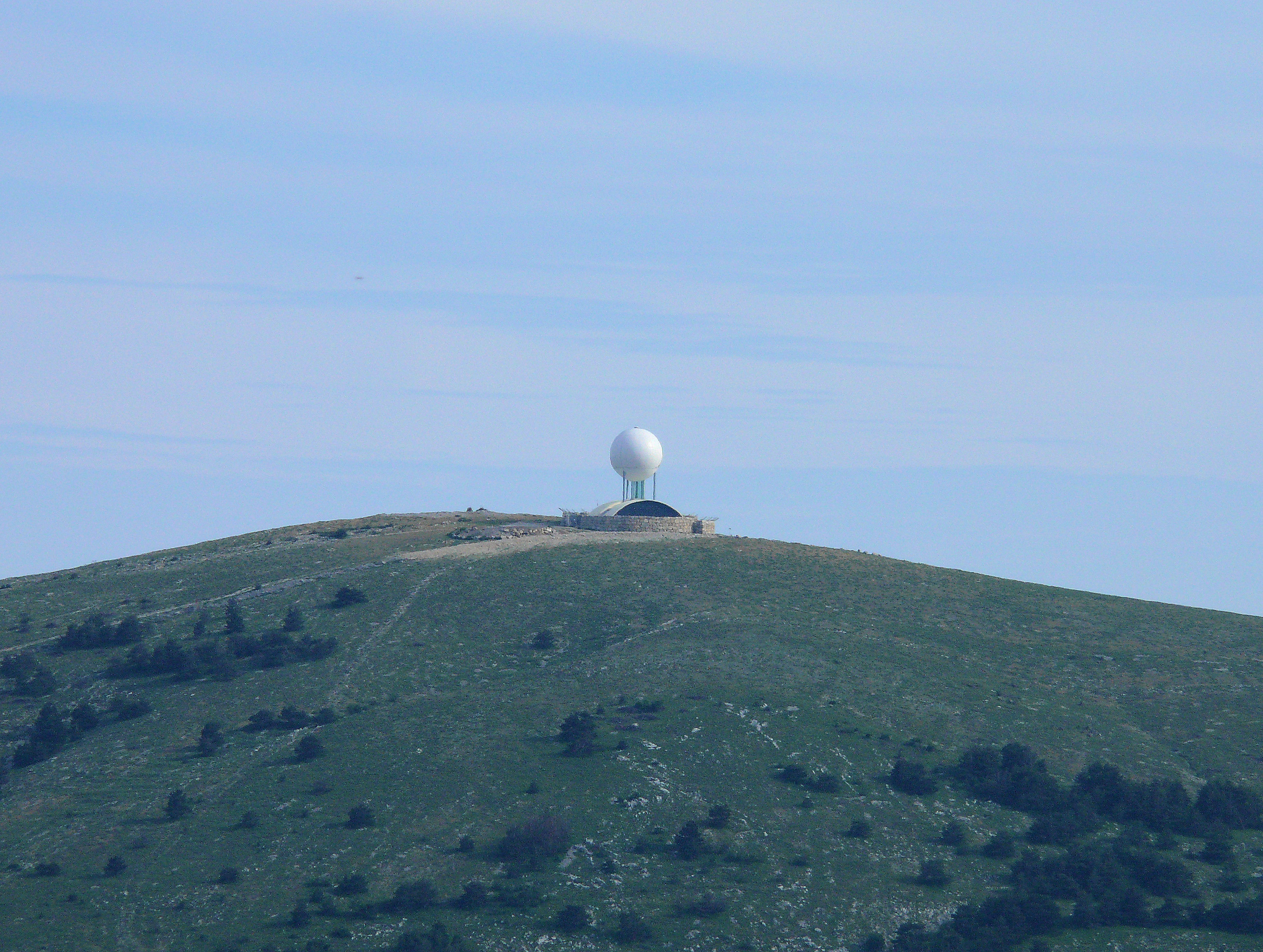
Le radar de l'aviation civile sur le Haut-Montet de la commune de Gourdon vue depuis Caussols.

### Héraldique
| Blason de Gourdon | Blason  | D'or à la muraille de gueules soutenant un lion de sable. |
| Blason de Gourdon | Détails | La muraille rappelle la position perchée du village. Le lion reprend celui des armoiries de la famille de Grasse qui a eu la seigneurie entre 1235 et 1389. Le statut officiel du blason reste à déterminer. |

## Personnalités liées à la commune
- La reine Victoria y a séjourné le 19 avril 1891. Une place du village porte son nom.
- Armand Fallières, président de la République, et Georges Clemenceau, Premier ministre, y ont séjourné le 28 avril 1909.
- Jacques Higelin chante Gourdon dans sa chanson Août put sur l'album Coup de foudre en 2010.
- Monique Gourdon, artiste née à Gourdon en 1945.